# توباك أمارو الثاني

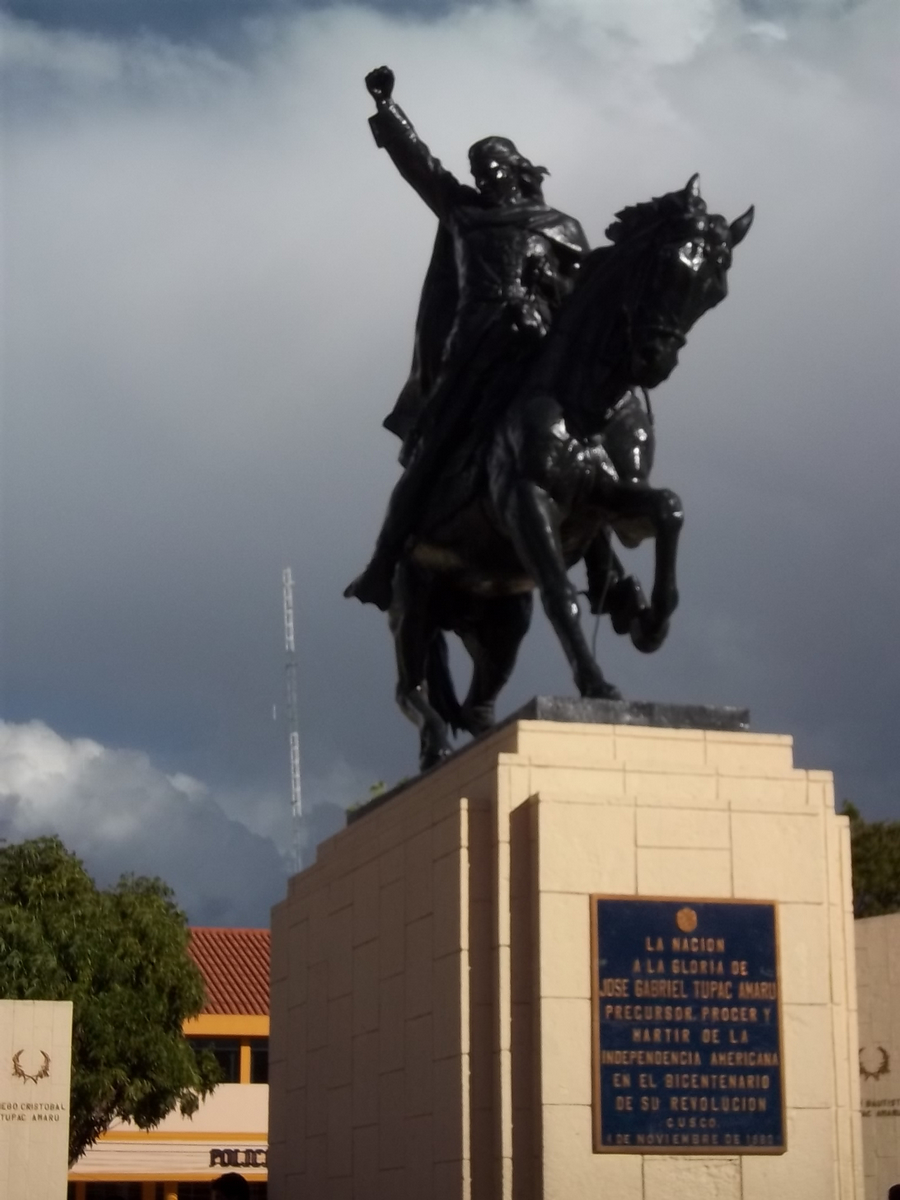
النصب التذكاري الحالي في كوسكو، تكريمًا لخوسيه غابرييل توباك أمارو ، في المربع الذي يحمل نفس الاسم.

كان توباك أمارو الثاني  (خوسيه جبرايل توباك أمارو. وُلد في 19 من مارس 1742م بسيرمانا كاناس، كوذكو، ولاية بيرو الملكية وتم إعدامه في 18 من مارس 1781م) قائدًا لإحدى الانتفاضات الشعبية عام 1780م وهي تمرد توباك أمارو الثاني ضد الغزو الإسباني لبيرو. وعلى الرغم من عدم نجاحه، إلا أنه أصبح شخصية ذات دور أسطوري في استقلال بيرو نضال الشعب البيروفي من أجل الاستقلال وحركة حقوق المواطنين والتطلع لتحقيق الأفكار الهائلة في بيرو.

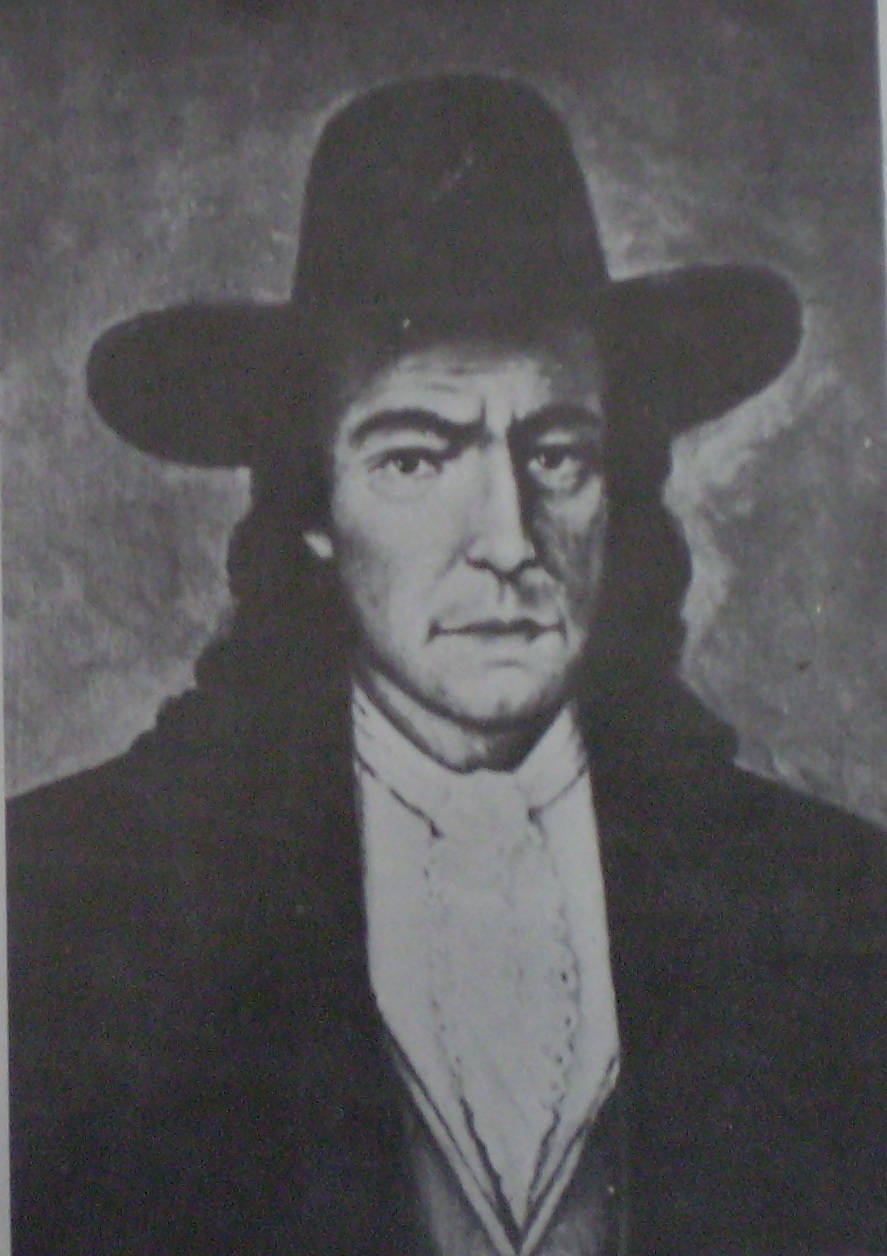
توباک آمارو الثانی

## حیاته
ولد توباك أمارو الثاني (خوسيه غابرييل كوندوركانكي نوجويرا) بين 8 و24 مارس 1738 في سوريمانا، تونغاسوكا، في إقليم كوسكو. ابیه ميغيل كوندوركانكي أوسكويونسا توباك أمارو کان كوراكا (شيخ القبيلة) من ثلاث مدن في منظقة تينتا، وکانت امه ماريا روزا نوجويرا. في 1 مايو، تم تعميد توباك أمارو الثاني من قبل سانتياغو خوسيه لوبيز في كنيسة في تونغاسوكا. قبل وفاة والده، قضى أمارو الثاني طفولته في وادي فيلكامايو. رافق والده في وظائف المجتمع، مثل المعبد والسوق والمواكب. توفي والدا توباك عندما كان في الثانية عشرة من عمره، وقد نشأ على يد خاله وعمه. في السادسة عشرة من عمره، تلقى تعليمًا يسوعيًا في مدرسة سان فرانسيسكو دي بورجا تأسست لتعليم أبناء كوركاس. اليسوعيون "أثروا عليه في مكانته الاجتماعية كوراكا في المستقبل وشخص من دم الإنكا الملكي.
تزوج توباك أمارو الثاني من ميكايلا باستيداس.في سن الثانية والعشرين، بعد فترة وجيزة من زواجه، خلف أمارو الثاني والده ككوراكا، ومنحه حقوق ملكية الأرض. كما هو الحال مع والده، كان رئيسًا للعديد من مجتمعات الكيتشوا وتاجر إقليمي وبغال، ورث 350 بغلًا من ملكية والده. أعطته تجارته الإقليمية اتصالات مع العديد من مجتمعات السكان الأصليين الأخرى والوصول إلى المعلومات حول الظروف الاقتصادية. كانت اتصالاته الشخصية ومعرفته بالمنطقة مفيدة في تمرد 1780-1781.
تمت مناقشة وضعه في التسلسل الهرمي العنصري الأسباني الاستعماري من قبل العلماء، سواء كان من «دم أصلي نقي» أو مختلط الأعراق الهجین، على الرغم من أن والدته كانت على الأرجح من أصول إسبانية جزئیاً. تم الاعتراف به باعتباره نخبة كیشوا من عائلة كوراكا وتلقى تعليمه في مدرسة في كوزكو لأبناء قادة السكان الأصليين. كان يتحدث لغة الکیشوا والإسبانية، وتعلم اللاتينية من اليسوعيين. كان متنقلًا اجتماعيًا وفي كوزكو كان له صلات مع المقيمين الأسبان والأسبان الأمريكيين (الكريول). «كانت الطبقات العليا في ليما تعتبره هنديًا احمر متعلمًا جيدًا»  بغض النظر عن أصله الأوروبي.
بين عامي 1776 و 1780، دخل كوندوركانكي في دعوى قضائية مع عائلة بيتانكورعلى حق خلافة مركيز أوروبيسا وخسر القضية. في عام 1760، تزوج من ميكايلا باستيداس بويوكاهوا من أصل أفريقي بيروفي ومن السكان الأصليين. ورث توباك أمارو الثاني السلطة  أو المشيخة الوراثية لتونغاسوكا وبامباماركا من أخيه الأكبر الذي كان يحكم نيابة عن الحاكم الإسباني.
في نهاية سبعينيات القرن الثامن عشر انتهت العلاقات التجارية بين بوينس آيرس وبيرو العليا بالاحتكار التجاري لليما، مما تسبب في زيادة المنافسة بين مصنعي كوزكو. احتاجوا إلى بيع بضائعهم في بوتوسي لكن كان عليهم التنافس مع منتجي بوينس آيرس وحتى في إسبانيا. من ناحية أخرى أدى الإفراط في الإنتاج على نطاق واسع في جميع أنحاء جبال الأنديز إلى انخفاض الأسعار. علاوة على ذلك، في عامي 1778 و 1779 تسبب الطقس شديد البرودة في إتلاف المحاصيل وجعل السفر صعبًا. في عام 1780 كان توباك أمارو الذي عانى أيضًا من هذه الأزمة لديه موارد كبيرة ولكن ديون عديدة أيضًا. كما شهد المضايقات الاقتصادية التي كان يمر بها الآخرون، من التجار الذين كانوا على شفا الإفلاس إلى المجتمعات التي لا تستطيع تحمل الجزية المتزايدة.